# René Barbier (esgrimidor)
René Barbier (Lyon, 4 de marzo de 1891-Pully, 14 de febrero de 1966) fue un deportista francés que compitió en esgrima, especialista en la modalidad de espada. Participó en los Juegos Olímpicos de Ámsterdam 1928, obteniendo una medalla de plata en la prueba por equipos.

## Palmarés internacional
| Juegos Olímpicos | Juegos Olímpicos         | Juegos Olímpicos | Juegos Olímpicos   |
| Año              | Lugar                    | Medalla          | Prueba             |
| ---------------- | ------------------------ | ---------------- | ------------------ |
| 1928             | Ámsterdam (Países Bajos) | Medalla de plata | Espada por equipos |